# 東部幹線 (郡山市)
東部幹線（とうぶかんせん）は、福島県郡山市にある道路の通称である。

## 概要
市内安積町日出山三丁目の福島県道355号須賀川二本松線上を起点とし一部重複したうえで、JR東北本線の線路東側に沿い、郡山駅東口をはじめとする市街地を南北に縦断し、福島県道57号郡山大越線（一部重複）等と交差したのちに国道288号に至る。国道と一部重複したのちに東北本線の西側へわたり、福島県道355号須賀川二本松線や昭和通り（旧国道4号）と交わり福島県道296号荒井郡山線として整備された区間を経て、現在は富久山町久保田までを結んでいる。また全区間において郡山市道1-52号日出山久保田線に指定されている。
将来的には終点より更に南下して半環状となり、郡山インター線、うねめ通りなどとを結ぶ予定である。これにより内環状線を補完する「内々環状線」として昭和通り若葉町交差点や磐越西線踏切の渋滞を緩和する効果が期待されている。
完成時には北部が半環状になることから、「東部環状線」と案内される場合もある。

## 歴史
古くから昭和通り（旧国道4号）などの幹線道路が通り、交通の便が良かったJR東北本線の線路西側と異なり、線路東側は幹線道路が少なく、交通の便が悪かった。まずはこれを改善するため、安積町日出山から富久山町福原の国道288号との接続点（富久山陸橋北交差点）までが整備され、市内小原田から横塚三丁目交差点までは片側2車線化された。
2021年（令和3年）6月10日には富久山町久保田字水神山地内（旧国道4号三春街道入口交差点）から富久山町久保田字三御堂までの「久保田工区」および「水神山工区」（820 m）が福島県の事業として整備され開通した。これにより、当該区間および路線集端部から従来の福島県道296号荒井郡山線に至る、先行開通していた取付部が県道296号本線として指定され、旧来の安積街道として郡山市街地へ南東へ延びる県道区間は市道へ移管された。これにより県道終点も三春街道入口交差点から若葉町交差点へ変更されている。
現在はJR磐越西線を超えて更に南進させる工事が進められており、伊賀河原地区の土地区画整理事業と合わせて事業が進められている。

## 重用路線
- 福島県道355号須賀川二本松線（安積町日出山3丁目）
- 福島県道57号郡山大越線（横塚3丁目（横塚三丁目交差点） - 富久山町久保田字宮田）
- 国道288号（富久山町久保田字本木（富久山陸橋北交差点） - 富久山町久保田字水神山（三春街道入口交差点））
- 福島県道296号荒井郡山線（富久山町久保田字水神山（三春街道入口交差点） - 富久山町久保田字三御堂）

## 道路施設
如月橋
- 全長：16.8m
- 幅員：18.0m
- 竣工：2000年[6]

安積町日出山4丁目から2丁目に跨り、一級水系阿武隈川水系南川を渡る。橋上は上下対向2車線と北側の金山橋西交差点の右折車線の計3車線で供用され、両側に歩道が整備されており、欄干は焦げ茶色に塗装され、御影石製の親柱が設置されている。
逢瀬川橋（福島県道57号郡山大越線重用区間）
富久山陸橋
- 全長：220.0m
- 幅員：15.5m
- 竣工：1989年[6]

富久山町久保田字前田にてJR磐越東線とそれと分岐する日本オイルターミナル専用線、および旧三春街道をはじめとした周辺の市道を渡る。橋上は上下対向2車線で供用され、両側に歩道が設置されており、欄干は水色に塗装されている。南から西側に向けて大きくカーブをしており、北詰にて富久山陸橋北交差点として国道288号につきあたる。南詰は市道交差点があり、さらに至近に福島県道57号分岐する交差点がある。
久保田橋（国道288号重用区間）

## 交差する道路
- 福島県道355号須賀川二本松線須賀川方面（安積町日出山3丁目 起点）
- 福島県道355号須賀川二本松線郡山駅西口方面（安積町日出山3丁目）
- 国道49号（安積町日出山2丁目 金山橋西交差点）
- 郡山市道田村香久池二丁目線（小原田3丁目）
- 内環状線（昭和2丁目）
- 福島県道65号小野郡山線（方八町1丁目 方八町一丁目交差点）
- 美術館通り（横塚2丁目）
- 福島県道57号郡山大越線郡山駅西口方面（横塚3丁目 横塚3丁目交差点）
- 福島県道57号郡山大越線大越方面（富久山町久保田字宮田）
- 国道288号三春方面（富久山町久保田字本木 富久山陸橋北交差点）
- 福島県道355号須賀川二本松線（富久山町久保田字久保田 富久山町久保田交差点）
- 国道288号本宮方面・福島県道296号荒井郡山線須賀川方面（旧国道4号）（富久山町久保田字水神山 三春街道入口交差点）
- 福島県道296号荒井郡山線本宮方面（安積街道取付部）（富久山町久保田字三御堂）
- 郡山インター線（予定）（富久山町久保田字伊賀河原）
- うねめ通り（予定）
- さくら通り（予定）

## 沿線
- 安積永盛駅
- アミューズパーク郡山
- イオンタウン郡山
- 保土谷化学工業郡山工場
- ヨークベニマル方八町店
- ペップキッズこおりやま
- 郡山駅東ショッピングセンター
- カワチ薬品富久山店
- ヨークベニマル富久山店